# Dehwar (Volk)
Die Dehwar (persisch: دهور) sind eine ethnische Gruppe der Region Belutschistan in Pakistan und im Iran. Sie sind traditionell sesshafte Landwirte und sprechen Dehwari, einen persischen Dialekt, und Belutschisch. Die Dehwari können Nachkommen lokaler Bevölkerungsgruppen sein, die vor der Migration der Belutschen, die aus dem nordwestlichen Iran stammen, dort lebten. Im Khanat Kalat waren sie ab dem 17. Jahrhundert und später für die Bürokratie des Staates zuständig.

## Verbreitung
In Pakistan leben etwa 14.600 Dehwari (2004), die meisten in der Provinz Belutschistan. Viele Dehwari leben nahe der Stadt Khuzdar. Daneben gibt es kleine Minderheiten, deren Zahl nicht bekannt ist, im Iran (Provinz Sistan und Belutschistan).

## Name
Dehwar stammt aus dem Persischen und ist eine Wortzusammensetzung aus Dih und war. Dih bedeutet so viel wie Dorf oder Land (aus dem mittelpersischen Dēh=Land, aus dem altpersischen Dahyu=Land, Provinz) und -wār haben, besitzen (aus Avestisch Baro= tragen, bringen; ähnlich wie beim Sanskrit Bharati =er trägt). Dehwar bedeutet ursprünglich also so viel wie "Land besitzen", was zu der Dominanz der Dehwar gegenüber den anderen Völkern der Region passen würde. Möglicherweise steht die Bezeichnung Deh auch für kollektive „Lehmhäuser“, die in der Gegend genutzt werden, was ein Zeichen der Gehobenheit war, da diese nur den einflussreichen und wohlhabenden Menschen zur Verfügung standen. Dann würde Dehwar "Lehmhäuser besitzen" heißen, was auf den gleichen Namenssinn hinausläuft.

## Sprache und Religion
Die Dehwar sprechen als Muttersprache Dehwari, ein persischer Dialekt. Einige Dehwari sprechen aber auch das verwandte Belutschisch wie die Mehrheitsbevölkerung in Belutschistan. Die Dehwar sind sunnitische Muslime.